# タラ川峡谷

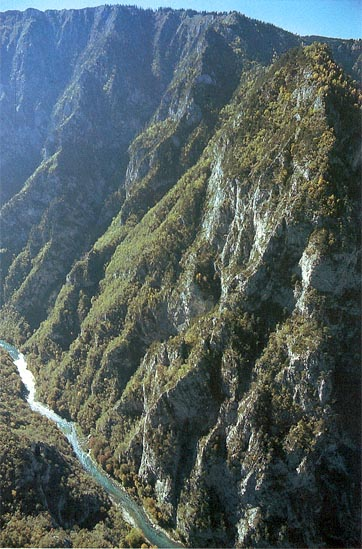
タラ川峡谷

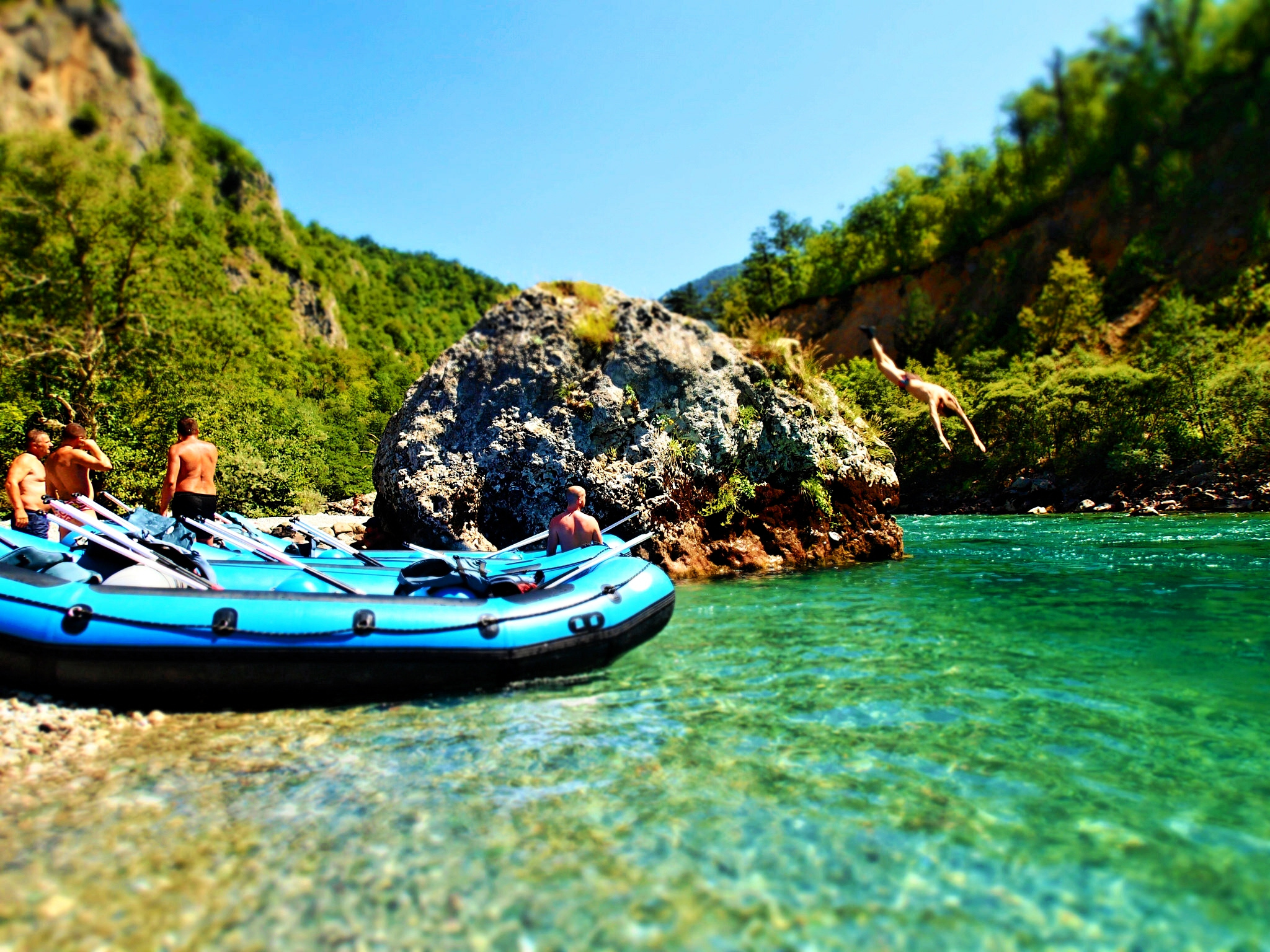
峡谷内でのラフティング

タラ川峡谷（セルビア語: Kanjon Tare, Кањон Таре、[kǎɲɔːn târɛː]）は、モンテネグロとボスニア・ヘルツェゴビナに跨る峡谷である。ヨーロッパ最大で、世界3位の峡谷であり、モンテネグロ側はドゥルミトルの一部として世界遺産に登録されている。

## 地理
モンテネグロからボスニア・ヘルツェゴビナに流れるタラ川の峡谷であるが、大部分はモンテネグロに属しており、ボスニア・ヘルツェゴビナに属する部分は極僅かである。峡谷はモイコヴァツのビストリチャからフォチャのフムにかけて広がっており、凡そ82キロメートル (51マイル)の長さである。このうち下流の36kmが両国の国境となっている。最大の深さは1,300メートル (4,300フィート)であり、ヨーロッパ有数の深さである。
峡谷としてはグランドキャニオン、フィッシュ川峡谷に次いで世界三位の長さとなっている。
1976年に国際連合教育科学文化機関の生物圏保護区に、1980年に世界遺産に登録された。